# جون غاريت (لاعب هوكي جليد)
جون غاريت هو لاعب هوكي جليد كندي، ولد في 17 يونيو 1951 في ترنتون ‏ في كندا.

## وصلات خارجية
- جون غاريت على موقع دوري الهوكي الوطني (الإنجليزية)
- جون غاريت على موقع قاعة مشاهير الهوكي (لاعب أن.إتش.أل) (الإنجليزية)
- جون غاريت على موقع EliteProspects.com (الإنجليزية)
- جون غاريت على موقع HockeyDB.com (الإنجليزية)